# Mycksjön (Stöde socken, Medelpad)
Mycksjön är en sjö i Sundsvalls kommun i Medelpad och ingår i Ljungans huvudavrinningsområde. Sjön har en area på 0,0775 kvadratkilometer och ligger 295 meter över havet. Sjön avvattnas av vattendraget Mycksjöbäcken.

## Delavrinningsområde
Mycksjön ingår i det delavrinningsområde (692419-154029) som SMHI kallar för Mynnar i Stödesjön. Medelhöjden är 277 meter över havet och ytan är 38,12 kvadratkilometer. Det finns inga avrinningsområden uppströms utan avrinningsområdet är högsta punkten. Mycksjöbäcken som avvattnar avrinningsområdet har biflödesordning 2, vilket innebär att vattnet flödar genom totalt 2 vattendrag innan det når havet efter 55 kilometer. Avrinningsområdet består mestadels av skog (81 procent). Avrinningsområdet har 0,18 kvadratkilometer vattenytor vilket ger det en sjöprocent på 0,5 procent. Bebyggelsen i området täcker en yta av 0,37 kvadratkilometer eller 1 procent av avrinningsområdet.